# Oda Cinnamon Nobunaga
Oda Cinnamon Nobunaga (織田シナモン信長?, Oda Shinamon Nobunaga) è un manga di Una Megurogawa. È stato serializzato dal giugno 2014 al 20 ottobre 2021 da Tokuma Shoten sulla rivista seinen Monthly Comic Zenon e sul web-magazine Web Comic Zenyon, venendo poi raccolto in volumi tankōbon.
Un adattamento televisivo anime è andato in onda dal 10 gennaio al 27 marzo 2020.

## Trama
Il daimyō Oda Nobunaga, a seguito della sua morte nell'incendio di Honnō-ji, si reincarna nel Giappone contemporaneo nel corpo di uno shiba Inu di nome Cinnamon. Insieme a lui si sono reincarnati in cani ed altri animali molti altri personaggi storici, giapponesi e non.

## Media

### Manga
| 1  | 19 dicembre 2015  | ISBN 978-4199803192 |
| 1  | Capitoli 1-14     |                     |
| 2  | 20 settembre 2016 | ISBN 978-4199803673 |
| 2  | Capitoli 15-29    |                     |
| 3  | 20 aprile 2017    | ISBN 978-4199804052 |
| 3  | Capitoli 30-43    |                     |
| 4  | 20 ottobre 2017   | ISBN 978-4199804533 |
| 4  | Capitoli 44-58    |                     |
| 5  | 20 agosto 2018    | ISBN 978-4199805110 |
| 5  | Capitoli 59-71    |                     |
| 6  | 20 luglio 2019    | ISBN 978-4199805851 |
| 6  | Capitoli 72-82    |                     |
| 7  | 20 dicembre 2019  | ISBN 978-4199806094 |
| 7  | Capitoli 83-94    |                     |
| 8  | 18 marzo 2020     | ISBN 978-4867201770 |
| 8  | Capitoli 95-103   |                     |
| 9  | 19 dicembre 2020  | ISBN 978-4867202036 |
| 9  | Capitoli 104-112  |                     |
| 10 | 20 ottobre 2021   | ISBN 978-4867202753 |
| 10 | Capitoli 113-123  |                     |

### Anime
Un adattamento televisiva anime venne annunciato sul sesto volume del manga. La serie è stata animata da St. Signpost (sussidiaria di Pierrot) e diretta da Hidetoshi Takahashi, con Maruo Kyōzuka alla sceneggiatura e Hisashi Kagawa al character design.
La serie ha debuttato il 10 gennaio 2020 su TV Tokyo, TVO e TVA per 12 episodi, terminando il 27 marzo 2020.
La sigla di apertura è cantata Akane Kumada, mentre la sigla di chiusura è cantata da Ken'yū Horiuchi e Toshio Furukawa.
Al di fuori del Giappone la serie è stata distribuita sottotitolata dal Crunchyroll.

#### Episodi
| Nº | Titolo italiano Giapponese 「Kanji」 - Rōmaji | In onda          | In onda |
| Nº | Titolo italiano Giapponese 「Kanji」 - Rōmaji | Giapponese       |         |
| 1  | L'uomo dal passato: sono Oda Cinnamon Nobunaga!? 「時空を越えて蘇った漢 ワシが織田シナモン信長である！？」 - Jikū wo koete yomigaetta kan: Washi ga Oda Shinamon Nobunaga de aru!?                                      | 10 gennaio 2020  |         |
| 2  | Il tizio del latte e le mutandine con le fragole... Amore a Honnou-ji!? 「牛乳マンとイチゴパンティ・・・本能寺の恋！？」 - Gyūnyū man to ichigo panti...Honnōji no Koi!?                                                | 17 gennaio 2020  |         |
| 3  | Signori canini e il ritorno della battaglia di Okehazama? 「犬貴族、桶狭間の戦い再び・・・であるか？」 - Inu kizoku, Okehazama no Tatakai futatabi...de aru ka?                                                         | 24 gennaio 2020  |         |
| 4  | La pioggia è la melodia della guerra ~ Comincia sempre con la pioggia ~ 「雨音は戦いの調べ～始まりはいつも雨～」 - Ameon wa tatakai no Shirabe ～Hajimari wa itsumo ame～                                               | 31 gennaio 2020  |         |
| 5  | A caccia di demoni! Golf!! Attività infuocate della terza età! 「鷹狩り！ゴルフ！！炎のオッサン行事！！」 - Taka kari! Gorufu!! Honō no Ossan gyōji!!                                                                   | 7 febbraio 2020  |         |
| 6  | Rock 'n Roll! Adorabile <3 Un uomo che non promette bene!? 「ロックだぜ！！！かわいい♥最凶の漢現る！？」 - Rokkudaze!!! Kawaīi ♥ saikyō no Kan genru!?                                                                  | 14 febbraio 2020 |         |
| 7  | Voglio proteggere la pace sulla Terra... Dall'area per cani con amore? 「地球の平和を守りたい・・・ドッグランより愛を込めて？」 - Chikyū no Heiwa wo mamoritai...Dogguran yori ai wo komete?                            | 21 febbraio 2020 |         |
| 8  | Battaglia Gourmet!? Non accetto compromessi su questo sapore!!! 「グルメ対決！？譲れない味があんだよ！！！」 - Gurume taiketsu!? Yuzurenai aji ga andayo!!!                                                             | 28 febbraio 2020 |         |
| 9  | Scaldiamoci sotto al kotatsu! Il Generale Inverno del periodo Sengoku 「コタツでほっこり♪極寒越冬木枯らし冬将軍」 - Kotatsu de hok kori ♪ Gokkan ettō kogarashi fuyushōgun                                              | 6 marzo 2020     |         |
| 10 | Non vedo l'ora che arrivi l'estate!! Grande battaglia in abito intero e fundoshi!!! 「待ちきれなくて・・・夏！！ワンピと褌でいざ尋常に勝負！！！」 - Machikirenakute natsu!! Wanpi to fundoshi de iza jinjō ni shōbu!!! | 13 marzo 2020    |         |
| 11 | Brucia! Vita e social media!!! 「燃えろ！人生とSNS！！！」 - Moero! Jinsei to SNS!!! | 20 marzo 2020    |         |
| 12 | Cuccioli della guerra 「いくさの子犬」 - Ikusa no Koinu | 27 marzo 2020    |         |